# John Philippe Rushton
John Philippe Rushton, född 3 december 1943 i Bournemouth, Dorset i Storbritannien, död 2 oktober 2012 i London, Ontario, var en kanadensisk psykologiprofessor verksam vid University of Western Ontario. Rushton publicerade närmare 300 vetenskapliga artiklar. Han skrev två böcker, samt redigerade ytterligare tre. Mest känd är Rushton för boken Race, Evolution and Behavior från 1995. Hans arbete på området rasskillnader har kritiserats hårt inom forskarvärlden för att vara rasistisk, liksom den rasbiologiska forskningsstiftelsen, Pioneer Fund, han var ordförande för sedan 2002.
Rushton hade under sin karriär förtroendeuppdrag förutom inom stiftelsen Pioneer Fund. Han var Fellow i American Association for the Advancement of Science, samt de amerikanska, brittiska och kanadensiska psykologförbunden. År 1988 valdes han in som Fellow i John Simon Guggenheim Memorial Foundation.

## Bakgrund och forskning
Rushton disputerade på en avhandling om altruistiskt beteende hos barn vid London School of Economics and Political Science 1973 och var därefter verksam vid bland annat Oxford University och University of Toronto, innan han fick en fast tjänst vid University of Western Ontario. Altruism förblev ett av Rushtons forskningsmässiga huvudintressen. Han studerade från början altruism ur ett socialt inlärningsperspektiv, men intresserade sig senare huvudsakligen för evolutionspsykologiska aspekter på problemet. Hans arbeten på detta område ledde fram till hans formulering av genetic similarity theory. Den centrala idén i denna teori är ett slags utvidgning av släktskapsselektion. Rushton föreslår att altruistiskt beteende mellan människar ökar ju mer genetiskt lika varandra de är, och att detta gäller oavsett om de är nära släktingar eller ej. Teorin har blivit föremål för omfattande debatt och kritik.
Under senare år ägnade sig Rushton bland annat åt modellering av personlighet. Han drev där tesen att det även inom personlighetsdomänen finns en generell faktor, liknande den g-faktor man finner i standardmodeller av kognitiva förmågor. Ett huvudintresse var att analysera betydelsen av denna general factor of personality (GFP) ur evolutionspsykologiskt perspektiv.

### Rasforskning
Mest känd är Rushton emellertid för sina arbeten rörande rasskillnader, vilka inkluderade forskning på ras och intelligens, ras och brott samt applikationen av R-K-selektionsteori på människor. Dessa idéer summeras i hans mest omskrivna och kontroversiella verk, boken Race, Evolution and Behavior från 1995. Huvudtesen i detta verk är att mänskliga populationer uppvisar korrelerade statistiska skillnader i en lång rad egenskaper, och att dessa mönster i sin tur avspeglar skillnader i hur K-selekterade populationerna är (se R-K-selektion). Hans arbete på dessa områden har väckt häftig kontrovers, mötts av växlande responser inom fältet, och har även kritiserats av andra forskare och medborgarrättsgrupper för att vara rasistiskt.

## Förtroendeuppdrag
Sedan 2002 var Rushton ordförande för Pioneer Fund, en forskningsstiftelse som är rasistisk och närstående vit makt-rörelsen, vilket dock bestrids av stiftelsen själv. Rushton var Fellow i American Association for the Advancement of Science, samt de amerikanska, brittiska och kanadensiska psykologförbunden.[källa behövs] År 1988 valdes han in som Fellow i John Simon Guggenheim Memorial Foundation. År 1994 var han en av de 52 undertecknarna av Mainstream Science on Intelligence.